# Marquesado de Rocamora

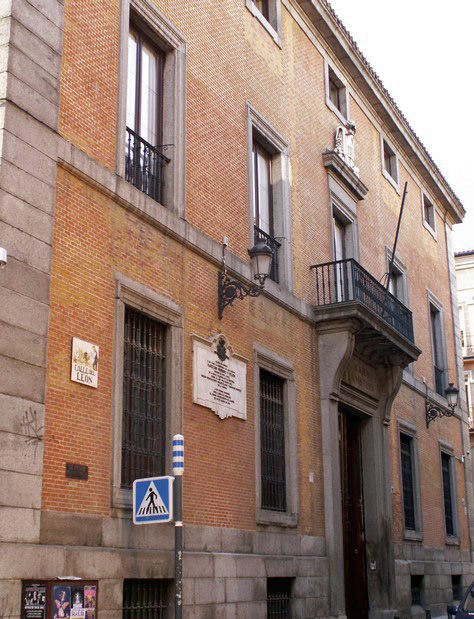
Palacio del marqués de Molins, Marqués de Rocamora, en Madrid.

El Marquesado de Rocamora es un título nobiliario español creado el 12 de noviembre de 1890, por la regente María Cristina de Habsburgo-Lorena, durante la minoría de edad del rey Alfonso XIII, a favor de Fernando Roca de Togores y Aguirre-Solarte, III marqués de Molins, III vizconde de Rocamora.
Fernando Roca de Togores y Aguirre-Solarte, era hijo de Mariano Roca de Togores y Carrasco, I marqués de Molins, I vizconde de Rocamora, y de su segunda esposa María del Carmen de Aguirre-Solarte y Alcíbar.

## Marqueses de Rocamora
|                                                 | Titular                                         | Periodo                                         |
| Creación por María Cristina de Habsburgo-Lorena | Creación por María Cristina de Habsburgo-Lorena | Creación por María Cristina de Habsburgo-Lorena |
| Minoría de Alfonso XIII                         | Minoría de Alfonso XIII                         | Minoría de Alfonso XIII                         |
| ----------------------------------------------- | ----------------------------------------------- | ----------------------------------------------- |
| I                                               | Fernando Roca de Togores y Aguirre-Solarte      | 1890-                                           |
| II                                              | Fernando Roca de Togores y Caballero            |                                                 |
| III                                             | Francisco Roca de Togores y Caballero           |                                                 |
| IV                                              | María Teresa Roca de Togores y Caballero        | 1952-                                           |
| V                                               | Mariano Roca de Togores y Caballero             |                                                 |
| VI                                              | Jaime Roca de Togores y Bruguera                | 1984-actual titular                             |

## Historia de los marqueses de Rocamora
- Fernando Roca de Togores y Aguirre-Solarte (n. en 1856), I marqués de Rocamora, III marqués de Molins, III vizconde de Rocamora.

1. Casó con María del Carmen Caballero y Saavedra, IV marquesa del Villar. Le sucedió su hijo:

- Fernando Roca de Togores y Caballero (1884-1935), II marqués de Rocamora, II marqués de Torneros.

1. Casó con Luisa Maldonado y Salavert, hija de Mariano Miguel Maldonado y Dávalos, VII conde de Villagonzalo y de Fernanda Salavert y Arteaga, IX marquesa de Valdeolmos. Le sucedió su hermano:

- Francisco Roca de Togores y Caballero (1894-1936/39), III marqués de Rocamora.

1. Casó con María de la Purificación Castillo y Caballero de la Torre y Echagüe, hija de Joaquín María Castillo y de la Torre, V marqués de Jura Real. Sin descendientes. Le sucedió su hermana:

- María Teresa Roca de Togores y Caballero (n. en 1886), IV marquesa de Rocamora. Religiosa. Sin descendientes. Le sucedió su hermano:

- Mariano Roca de Togores y Caballero (n. en 1889), V marqués de Rocamora, IV marqués de Torneros, IV marqués de Molins, VI marqués del Villar.

1. Casó con María Dolores Bruguera y Medina, III marquesa de Torralba de Calatrava. Le sucedió su hijo:

- Jaime Roca de Togores y  Bruguera, VI marqués de Rocamora.

1. Casó con María del Rosario de la Fuente Perucho.